# Dorion (circonscription provinciale)
Pour les articles homonymes, voir Dorion.
Dorion est une ancienne circonscription provinciale québécoise qui a existé de 1966 à 1994, située au centre de l'île de Montréal.

## Historique
En 1992 elle est réunie à Laurier pour devenir Laurier-Dorion.

## Liste des députés
| Législature                                                                       | Années    | Député              | Député             | Parti           |
| --------------------------------------------------------------------------------- | --------- | ------------------- | ------------------ | --------------- |
| Dorion Créée depuis Montréal—Jeanne-Mance, Montréal-Laurier et Montréal-Outremont |           |                     |                    |                 |
| 28e                                                                               | 1966–1967 |                     | François Aquin     | Libéral         |
| 28e                                                                               | 1967–1968 |                     | François Aquin     | Indépendant     |
| 28e                                                                               | 1969–1970 |                     | Mario Beaulieu     | Union nationale |
| 29e                                                                               | 1970–1973 |                     | Alfred Bossé       | Libéral         |
| 30e                                                                               | 1973–1976 |                     | Alfred Bossé       | Libéral         |
| 31e                                                                               | 1976–1981 |                     | Lise Payette       | Parti québécois |
| 32e                                                                               | 1981–1985 | Huguette Lachapelle |                    | Parti québécois |
| 33e                                                                               | 1985–1989 |                     | Violette Trépanier | Libéral         |
| 34e                                                                               | 1989–1994 |                     | Violette Trépanier | Libéral         |
| Dissoute dans Laurier-Dorion                                                      |           |                     |                    |                 |

## Résultats électoraux

### Élections générales
|                                                                                       |
| - Parti libéral - Union nationale (ancien) - Parti québécois - Crédit social (ancien) |

### Référendums
|  | Référendum                     | % du OUI | % du NON | Taux de participation |
|  | Référendum de 1980             | 42,44 %  | 57,56 %  | 84,54 %               |
|  | Accord de Charlottetown (1992) | 43,98 %  | 56,02 %  | 83,24 %               |